# México en los Juegos Paralímpicos de Río de Janeiro 2016
México estuvo representado en los Juegos Paralímpicos de Río de Janeiro 2016 por un total de 69 deportistas, 37 hombres y 32 mujeres.

## Medallistas
El equipo paralímpico mexicano obtuvo las siguientes medallas:
| Nombre                     | Deporte                   | Evento                    |
| -------------------------- | ------------------------- | ------------------------- |
| Oro                        |                           |                           |
| María de los Ángeles Ortiz | Atletismo                 | Peso F57 femenino         |
| Amalia Pérez               | Levantamiento de potencia | –55 kg femenino           |
| Lenia Ruvalcaba            | Yudo                      | –70 kg femenino           |
| Eduardo Ávila              | Yudo                      | –81 kg masculino          |
| Plata                      |                           |                           |
| Édgar Navarro              | Atletismo                 | 400 m T51 masculino       |
| Luis Alberto Zepeda        | Atletismo                 | Jabalina F54 masculino    |
| Bronce                     |                           |                           |
| Rebeca Valenzuela          | Atletismo                 | Peso F12 femenino         |
| Édgar Navarro              | Atletismo                 | 100 m T51 masculino       |
| Salvador Hernández         | Atletismo                 | 100 m T52 masculino       |
| Catalina Díaz              | Levantamiento de potencia | –86 kg femenino           |
| José de Jesús Castillo     | Levantamiento de potencia | –97 kg masculino          |
| Patricia Valle             | Natación                  | 50 m braza SB3 femenino   |
| Nely Miranda               | Natación                  | 50 m libre S4 femenino    |
| Jesús Hernández            | Natación                  | 50 m espalda S4 masculino |
| Pedro Rangel               | Natación                  | 100 m braza SB5 masculino |